# Jorge Garcés
Jorge Luis Garcés Rojas (* 13. Mai 1954 in Talca) ist ein ehemaliger chilenischer Fußballspieler, der im Mittelfeld agierte und nach seiner aktiven Laufbahn lange als Trainer tätig war. 2001 gewann er mit den Santiago Wanderers den Meistertitel.

## Karriere

### Spieler
Als Fußballspieler begann Jorge Garcés in den Jugend bei den Rangers de Talca, im Profifußball debütierte er 1973 bei den Santiago Wanderers. Außer bei Vereinen in Chile spielte Garcés auch bei Real España in Honduras, Francs Borains in Belgien, Rayo Vallecano in Spanien und beendete seine Karriere bei RFC Arquennes in Belgien.

### Trainer
Beim RFC Arquennes wurde Jorge Garcés 1989, zwei Jahre nach Beenden seiner Karriere, Trainer des belgischen Klubs und gewann die 1. Division Amateure. 1992 ging Garcés nach Chile zurück und trainierte Provincial Osorno, mit denen er die Segunda División gewann. Nach Stationen bei Everton und CD Cobreloa rettete Garcés Deportes Temuco vor dem Abstieg. Nach Deportes Puerto Montt und Deportes Iquique kam er zu den Santiago Wanderers, wo er den Meistertitel 2001 gewann, nachdem er gerade 1999 erst mit dem Klub aufgestiegen war. Nach dem Rücktritt Pedro Garcías bei der Nationalmannschaft Chiles wurde Garcés auch durch seine enge Verbindung zu Verbandspräsident Reinaldo Sanchéz neuer Nationaltrainer, um Chile zur Fußball-Weltmeisterschaft 2002 zu führen. Nach zwei Niederlagen und einem Unentschieden in drei Spielen wurde Garcés durch César Vaccia ersetzt. Chile verpasste die Qualifikation als Letzter der Südamerikagruppe klar.
2002 verpflichtete der venezolanische Verein Deportivo Petare Garcés für sechs Monate, danach ging der Chilene nach Mexiko zu den Jaguares de Chiapas. 2004 kam Garcés nach Chile zurück und trainierte weitere Vereine: erneut den Everton, den CD O’Higgins, Deportes Concepción, Unión Española und Deportivo Ñublense. 2014 erfüllte sich ein Traum von Garcés und er wurde Trainer seines Jugendklubs Rangers de Talca. 2016 dirigierte der Chilene San Antonio Unido, 2019 bis 2020 CD Arturo Fernández Vial und kehrte 2021 noch einmal zu den Santiago Wanderers zurück. Nach neun Spielen ohne Sieg trat er von seinem Posten zurück.
2024 betreute Garcés die Mannschaft des Archipels Juan Fernandez, zu dem die Robinson-Crusoe-Insel gehört, in der Copa Chile.

## Erfolge
RFC Arquennes
- Meister der 1. Division Amateure: 1990

Provincial Osorno
- Meister der Segunda División: 1992

Santiago Wanderers
- Chilenischer Meister: 2001